# Libonice
Libonice je část města Hořice v okrese Jičín, nachází se na západě Hořic. Prochází zde silnice I/35. V roce 2009 zde bylo evidováno 101 adres. V roce 2001 zde trvale žilo 214 obyvatel.
Libonice je také název katastrálního území o rozloze 1,66 km2. V katastrálním území Libonice leží i Hořice.

## Další fotografie

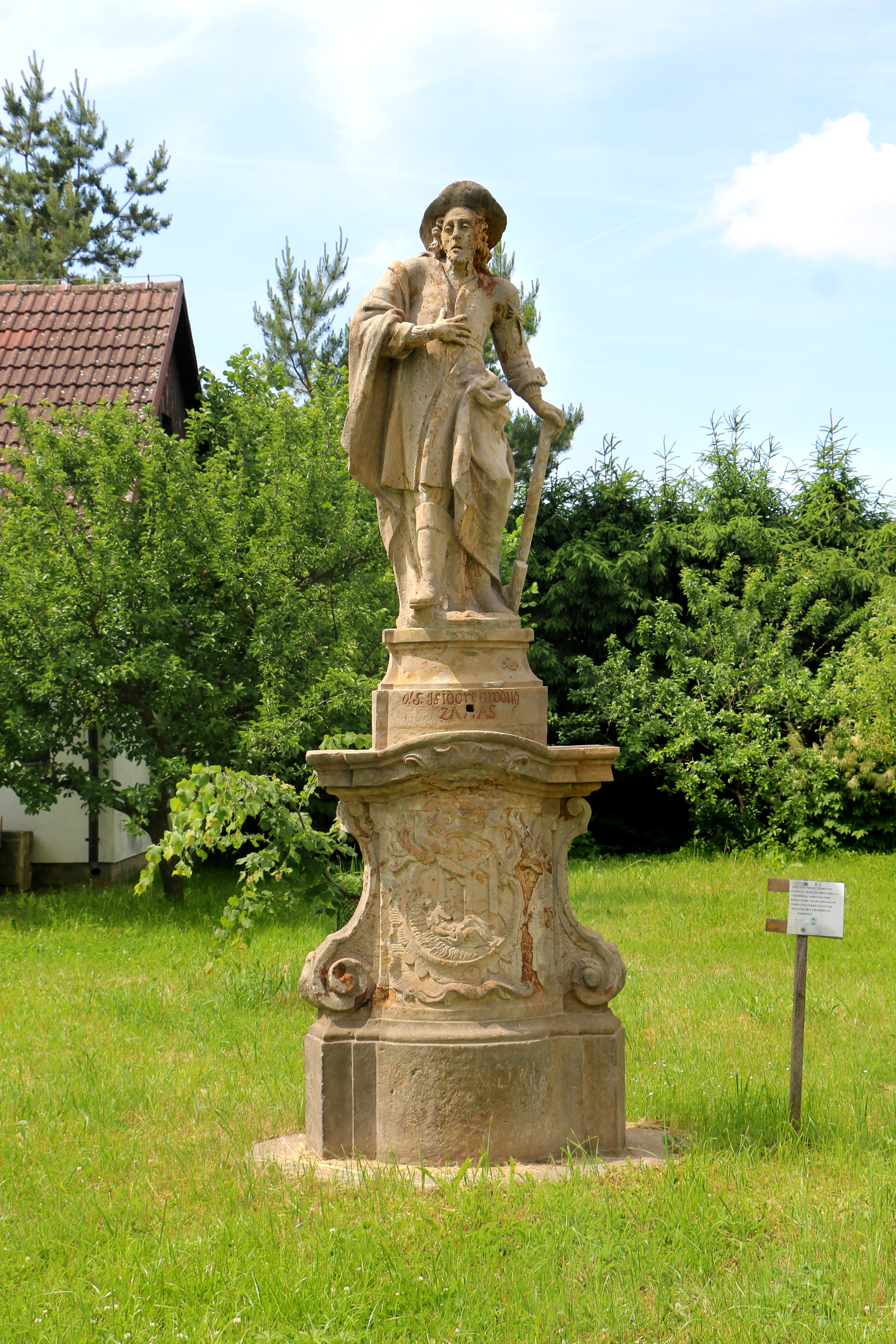
Socha sv. Isidora
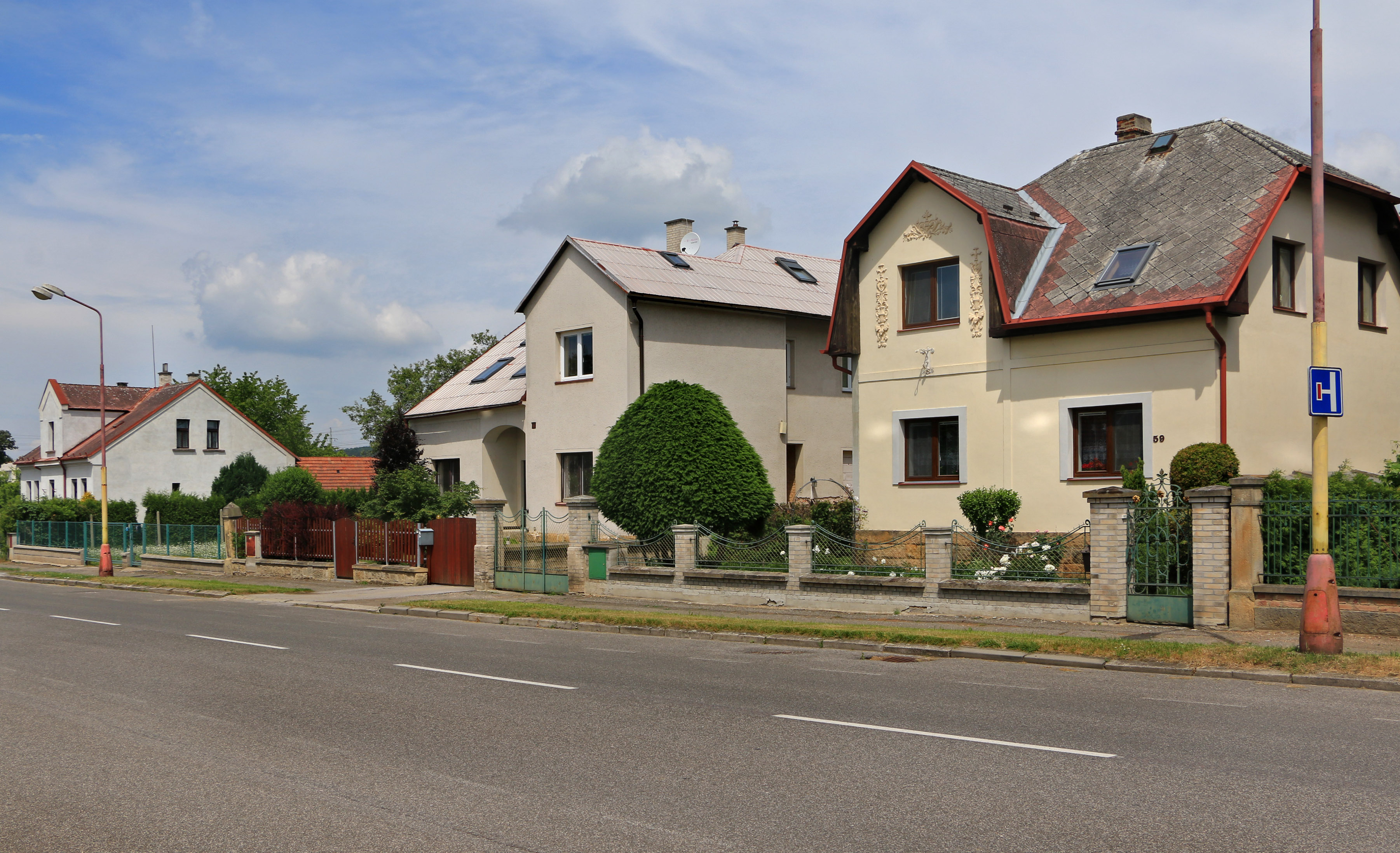
Havlíčkova ulice
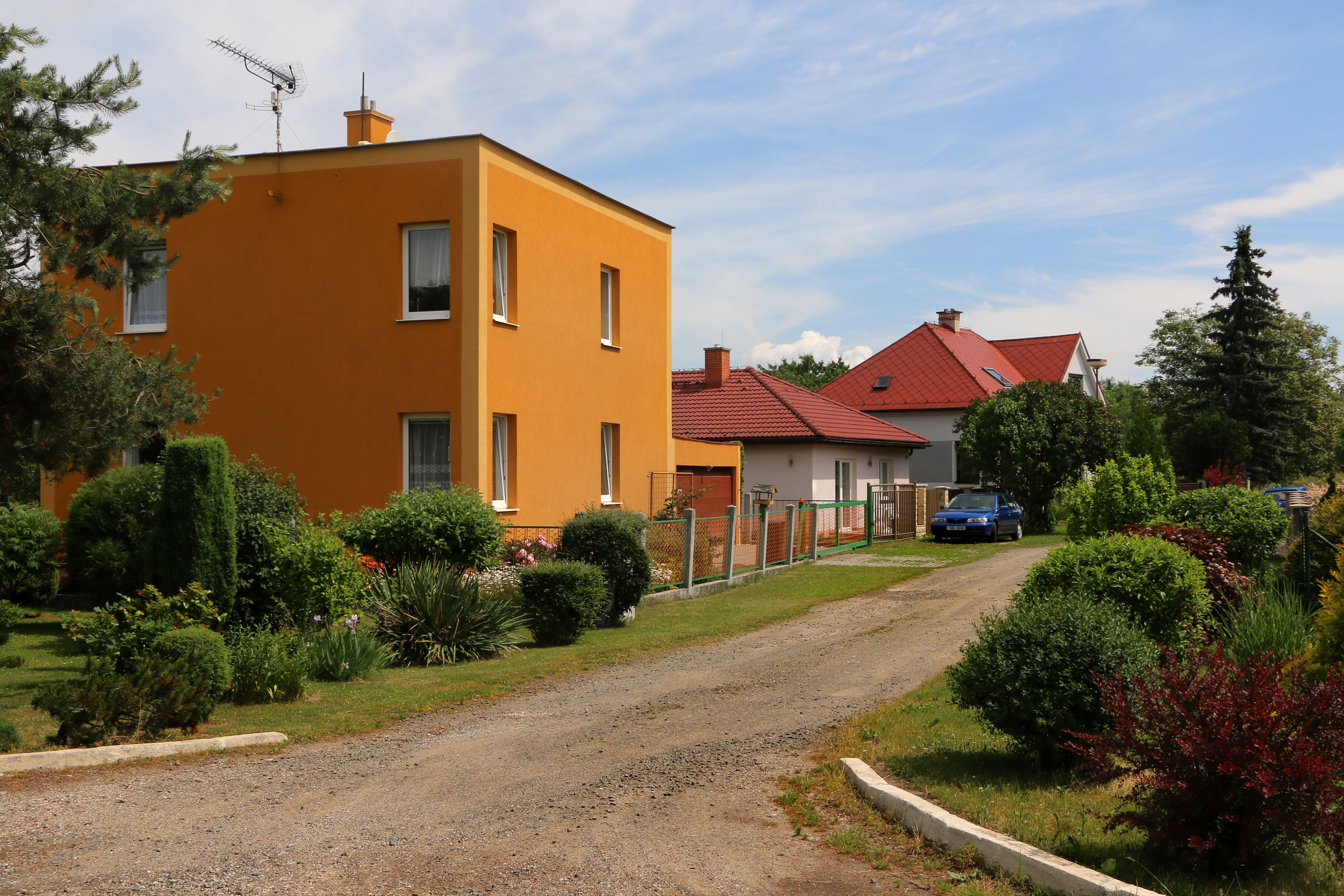
Jižní část vesnice
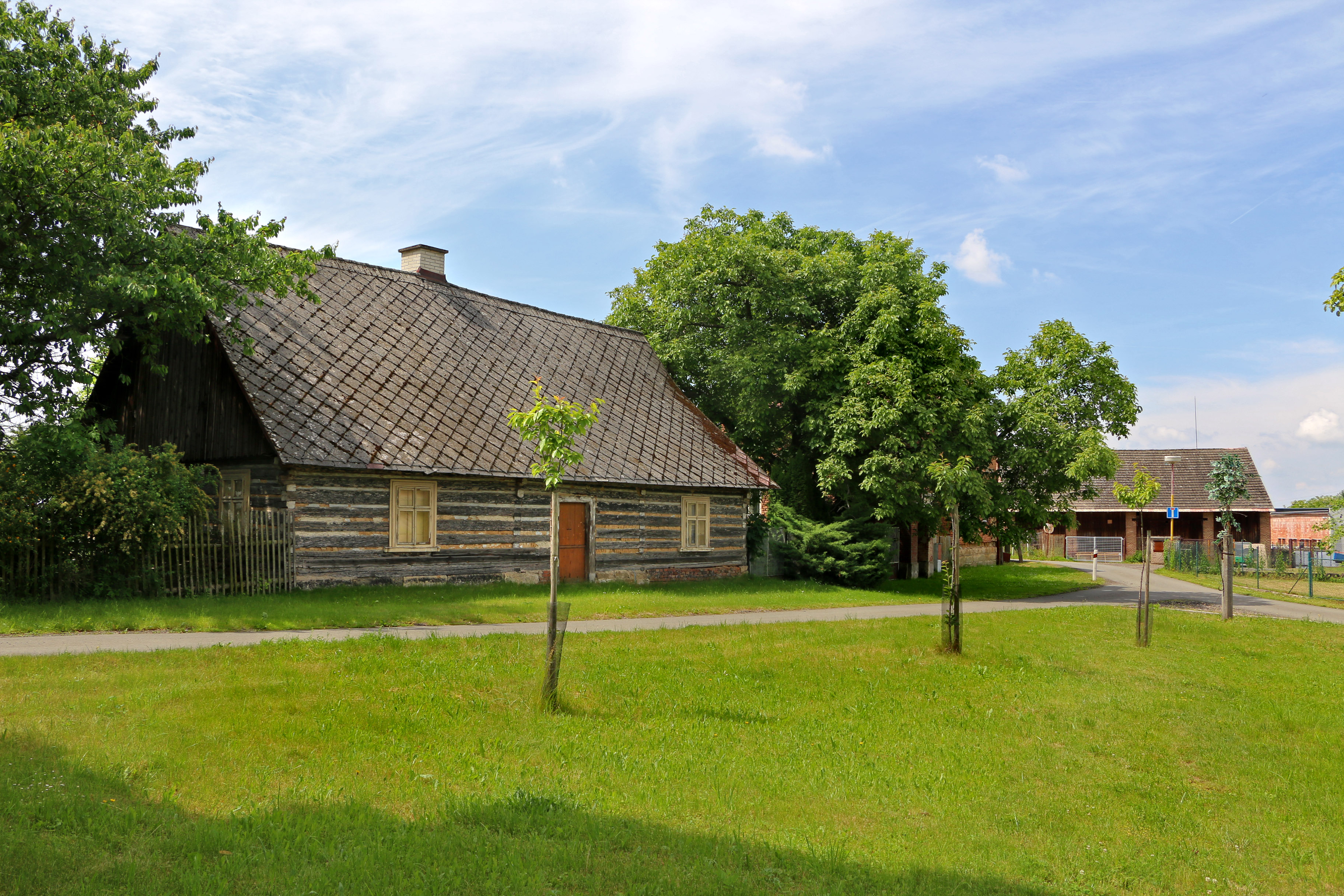
Roubenka na návsi